# Графство Поэр
Поэр (брет. Poc'hêr, фр. Poher) — графство в центральной Бретани, а также историческая область, существующая на его территории.
Название «Поэр» происходит от бретонского «Pou Kaer» (Pou — страна, происходит от латинского pagus; Kaer — крепость, укреплённый город). Столицей графства был город Каре. Хотя Каре был основан ещё римлянами (под названием Vorgium), в Средние века он практически слился с соседним городом Плугер. После Великой Французской революции оба города стали коммунами, а в 1956 году были объединены.

## История

### Легендарные графы
Во времена Каролингов Поэр был владением могущественной династии графов. Легендарный граф Кономор, живший в VI веке, знаменит тем, что убил всех своих жён, включая последнюю, которая отождествляется со святой Трифиной. Одновременно он отрубил голову их малолетнему сыну, святому Тремёру. по той же легенде, святой Гильда чудесным образом приставил Тремёру другую голову, и тот бросил в Кономора комок земли. Кономор немедленно исчез с лица земли. Кономора многократно упоминает Григорий Турский как бретонского графа, а также как противника короля франков Хлотаря. Кономор упоминается также в житиях бретонских святых.
В XIV веке Поэр является большим из двух подразделений (архидьяконств) Корнуальского епископства (второе подразделение называется Корнуай). Вероятно, фактически с этого времени название Поэр заменило название Корнуай.

### Вассалы королевства Бретань
В 839 году упоминается граф Риваллон. Он приходился отцом Риваллону, графу Корнуая, и Саломону, королю Бретани. В 871 году, когда королём Бретани был Саломон, Юдикаэль упоминается как граф Поэра. Следующим графом был Матьедуа, отец Алена II. Дальнейшая история графства Поэр неизвестна.

## Список графов Поэра
- ?—после 839: Риваллон (ум. после 839)
- ?—ок. 888: Юдикаэль (ум. ок. 888), граф Ренна и король Бретани с 876
- ?—936: Матьедуа (ум. 936)